# دانشنامه یهودی
دانشنامهٔ یهودی (به انگلیسی: Jewish Encyclopedia) دانشنامه‌ای ۱۲جلدی است که بیش از ۱۵٬۰۰۰ مقاله را دربرمی‌گیرد و در میان سال‌های ۱۹۰۱ و ۱۹۰۶ میلادی در نیویورک منتشر شده است. موضوع این دانشنامه یهودیت و تاریخ یهود است.